# Beginthread
beginthread函数是Microsoft Windows运行时库的一部分，并在process.h头文件中声明。它的作用是在当前进程中创建一个新的线程。該函數應用於多線程程序中。